# NRN1L
NRN1L (англ. Neuritin 1 like) – білок, який кодується однойменним геном, розташованим у людей на 16-й хромосомі. Довжина поліпептидного ланцюга білка становить 165 амінокислот, а молекулярна маса — 17 786.
| 10         |  | 20         |  | 30         |  | 40         |  | 50         |
| ---------- |  | ---------- |  | ---------- |  | ---------- |  | ---------- |
| MMRCCRRRCC |  | CRQPPHALRP |  | LLLLPLVLLP |  | PLAAAAAGPN |  | RCDTIYQGFA |
| ECLIRLGDSM |  | GRGGELETIC |  | RSWNDFHACA |  | SQVLSGCPEE |  | AAAVWESLQQ |
| EARQAPRPNN |  | LHTLCGAPVH |  | VRERGTGSET |  | NQETLRATAP |  | ALPMAPAPPL |
| LAAALALAYL |  | LRPLA      |  |            |  |            |  |            |

A: Аланін

C: Цистеїн

D: Аспарагінова кислота

E: Глутамінова кислота

F: Фенілаланін

G: Гліцин

H: Гістидин

I: Ізолейцин

L: Лейцин

M: Метіонін

N: Аспарагін

P: Пролін

Q: Глутамін

R: Аргінін

S: Серин

T: Треонін

V: Валін

W: Триптофан

Кодований геном білок за функцією належить до ліпопротеїнів. 
Локалізований у клітинній мембрані, мембрані.